# Bucilly
Bucilly ist eine französische Gemeinde mit 202 Einwohnern (Stand: 1. Januar 2022) im Département Aisne in der Region Hauts-de-France; sie gehört zum Arrondissement Vervins, zum Kanton Hirson und zum Gemeindeverband Trois Rivières.

## Geographie
Die Gemeinde Bucilly liegt im Nordosten der Landschaft Thiérache am Fluss Ton, drei Kilomezer südlich von Hirson und zehn Kilometer westlich der Grenze zu Belgien. Nachbargemeinden von Bucilly sind Hirson im Norden, Saint-Michel im Nordosten, Martigny im Osten, Besmont im Südosten, Jeantes im Süden, Landouzy-la-Ville im Südwesten und Westen sowie Éparcy im Westen.

## Bevölkerungsentwicklung
| Jahr                       | 1962 | 1968 | 1975 | 1982 | 1990 | 1999 | 2006 | 2013 | 2021 |
| Einwohner                  | 266  | 250  | 245  | 216  | 246  | 229  | 207  | 184  | 200  |
| Quellen: Cassini und INSEE |      |      |      |      |      |      |      |      |      |

## Sehenswürdigkeiten
- Kloster Saint-Pierre-et-Saint-Paul, 950 von Gerberga von Lothringen, der Frau Adalberts I., zunächst dem Benediktinerorden, dann dem Prämonstratenserorden zugehörig, mit Gutshof
- Kirche Saint-Pierre
- Lavoir (ehemaliges öffentliches Waschhaus)

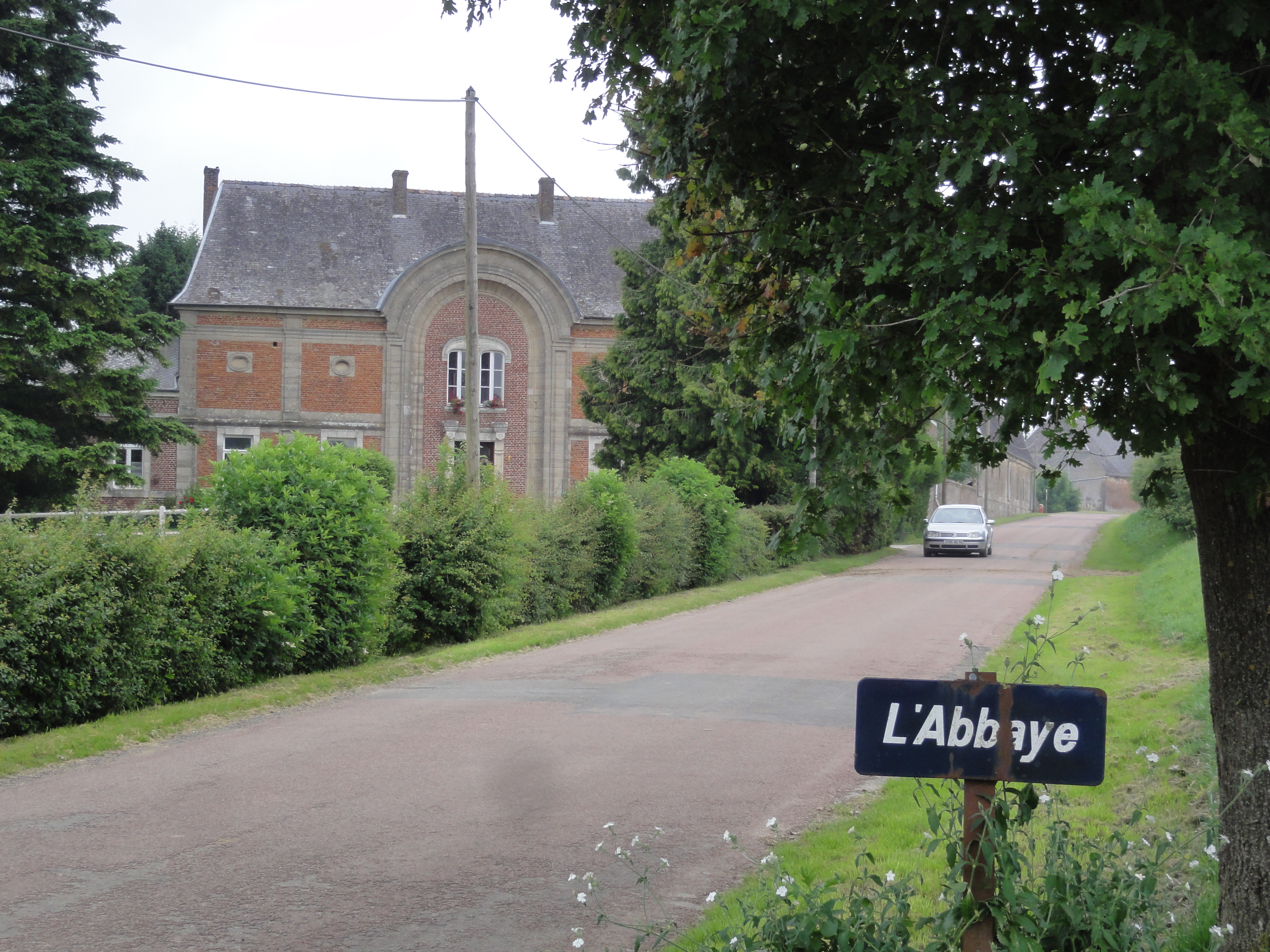
Gutshaus des ehemaligen Klosters Saint-Pierre-et-Saint-Paul
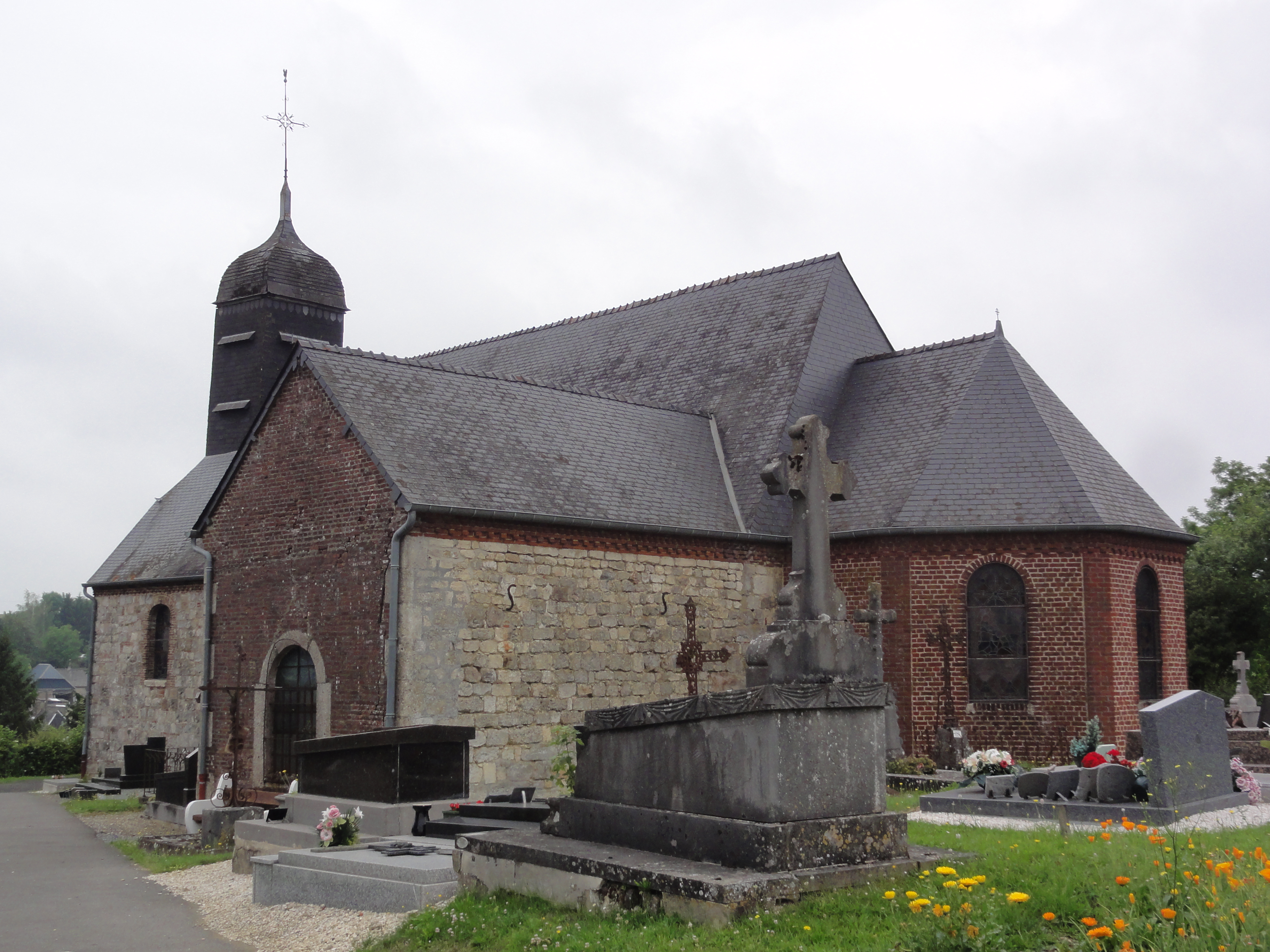
Kirche Saint-Pierre
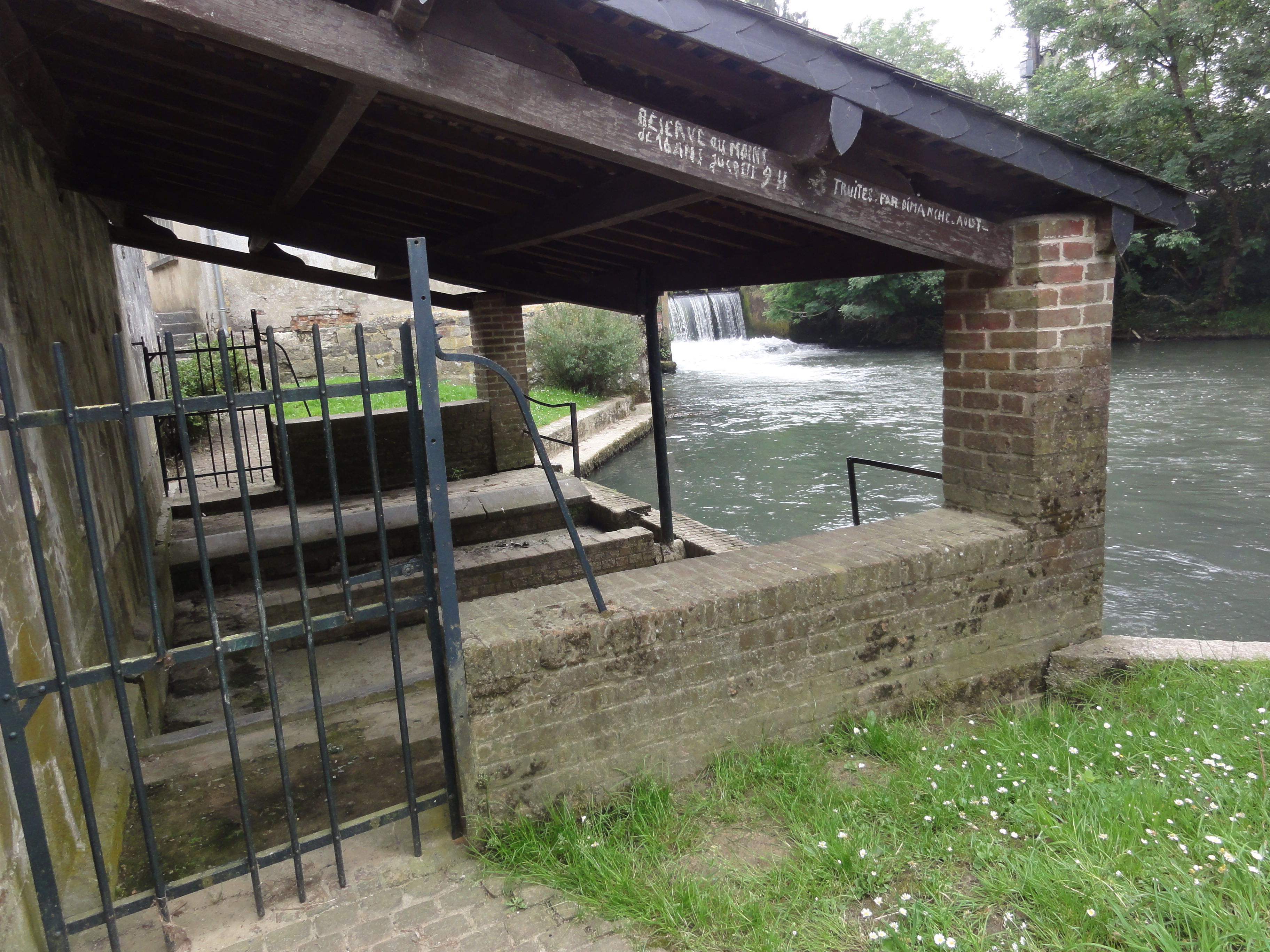
Ehemaliges Waschhaus

## Persönlichkeiten
- Marc Nicolas Louis Pécheux (1769–1831), General